# 매봉산 (강남구)
매봉산(매峰山)은 대한민국 서울특별시 강남구 도곡동에 있는 산으로서, 독구리산이라고도 불린다. 산 아래에 돌이 많다고 하여 붙여진 이름이며, 도곡동 이름의 유래가 되었다.

## 위치
강남의 새로운 부촌(富村)이라는 도곡동은 매봉산 자락에 돌이 많아 '독부리'라 불리던 곳이 '독구리' '독골'이라는 이름을 거쳐 오늘날 '도곡동'이 됐다. 동쪽은 대치동, 서쪽은 역삼동, 남쪽은 양재동.포이동, 북쪽은 삼성동과 이웃하고 있다. 지하철 3호선 매봉역과 도곡역이 지난다. 우면산에서 동쪽으로 뻗은 산줄기는 양재사거리 낮은 언덕을 지나 강남구 도곡동에서 매봉산의 88m와 95m 봉우리를 형성한다. .

## 전해오는 이야기
강남 일대는 구석기시대 이래 청동기시대에 이르기까지 한강변을 중심으로 전개된 한반도 선사문화의 중심부에 해당되는데, 그 유적의 일부를 바로 도곡동에서 찾아볼 수 있다. 기원전 7~4세기경 청동기인들의 거주지로 밝혀진 역삼 청동기 수혈거주지가 현 도곡동 산 32-1에 자리하고 있다. 이후 백제의 수도로, 고려 조선시대 그리고 현재에 이르기까지 민족의 중심지 역할을 해내고 있다.
조선 시대에는 경기도 광주군 언주면(彦州面)에 속해 있었는데 강남구 도곡동 역마을과 독구리마을사이의 높이 약1백ｍ의 매봉산 중턱에 있는 동제당(洞祭堂)은 지금도 토박이 주민들이 애착을 갖고 돌보는 동네명소이다. 이 마을에서는 동신을 산신이라 부르고 있으며 동제사를 지내면 풍년이 들고 천재지변이 예방된다는 믿음을 갖고있다. 마을사람들이 산에 제사지내러가기 귀찮다며 동네에서 가까운 곳으로 동제당을 옮기자 우환이 끊이지 않아 원래 위치로 돌려보냈다는 얘기도 전해내려오고 있다.
특히 독구리 마을은 조선시대 한양으로 입성하는 중간에 있는 마을로 지금의 말죽거리와 매봉산의 중간에 오솔길이 있는데 이 길을 왕래하는 사람들이 한양에 입성하기 전에 잠깐 쉬는 마을이었다고 한다.
또한 느티나무 뒤쪽으로는 작은 비석을 찾아볼 수 있는데, 전하는 이야기에 따르면 김의신(金義信)이라는 효자를 기리기 위한 것이라고 한다. 김의신은 나이 40세 때 병석에 눕게 된 아버지의 병을 고치려 무척 애를 썼지만 백약이 무효였다. 하루는 뒷산 느티나무 밑에서 아버지 병을 낫게 해달라고 백일기도를 하던 중 꿈에 백발노인으로 변장한 산신이 나타나 일러주기를 “너희 아비의 병이 나으려면 한 가지 방법이 있지만 그렇게 하기 쉽지 않은데 할 수 있겠느냐?” 하고 물었다.
이때 김의신은 “산신령님, 꼭 그렇게 하겠으니 일러만 주십시오.”하고 간곡히 청했다. 그러자 산신령은 “사람의 허벅지살을 고아 먹으면 쾌유하게 될 것이니라.”하고는 어디론가 사라져 버렸다. 정신을 차린 김의신이 자기 허벅지살을 베어 고아 만든 약을 드신 아버지는 씻은 듯이 나았다. 병이 완쾌된 후 천수를 다하고 돌아가신 아버지 묘 앞에서 김의신이 3년동안 움막을 치고 기거하면서 슬퍼하므로 이를 가상히 여긴 마을사람들이 그를 기리기 위해 효자비를 세웠다고 전해진다.

## 주변환경
매봉산 인근의 행정단위인 도곡동은 1970년대 이전까지는 도라지 오이 참외 등이 재배되는 전형적인 농촌마을이었다. 오늘날의 도곡동은 롯데백화점, 강남세브란스병원 등 생활편의시설이 자리잡고 자연환경 측면에서도 남쪽에 양재천, 등산하기에 적합한 우면산 구룡산 등이 가깝기 때분에 각광받는 지역으로 선호된다.

## 같이 보기
- 우면산
- 서울 지하철 3호선 매봉역
- 서울 지하철 3호선 도곡역